# 예산 김정희 선생 유물
예산 김정희 선생 유물(禮山 金正喜 先生 遺物)은 대한민국 충청남도 예산군에 있는 유물이다. 1976년 1월 8일 충청남도의 유형문화재 제44호로 지정되었다.

## 개요
이 유물은 조선시대의 학자 추사 김정희(1786∼1856)와 관련된 것으로, 「혼서지」, 「생원시권」, 「농상지실」의 3점이다.
추사 김정희는 북학파의 일인자인 박제가의 제자이다. 청나라 고증학의 영향을 받아 금석학을 연구하였으며, 뛰어난 예술가로 추사체를 만들었고 문인화의 대가였다.
「혼서지」와 「생원시권」은 종가에서 전해온 것이며, 「농상지실」은 벽에 써붙인 글로 고택기념관에 보관하고 있다. 「농상지실」은 김정희의 나이 28세 때 문과에 급제할 무렵에 게시했던 것으로 추정되며, 「혼서지」는 제주도에서 유배생활을 하던 62세 때에 써서 보낸 것이며, 「생원시권」은 그의 나이 24세 때 실시한 한림소시에 응시했던 답안지이다.

## 같이 보기
- 김정희

## 참고 자료
- 김정희선생유물 - 국가유산청 국가유산포털